# Kenshirō Tanioku
Kenshirō Tanioku (japanisch 谷奥 健四郎 Tanioku Kenshirō; * 28. Mai 1992 in Shima) ist ein japanischer Fußballspieler.

## Karriere
Tanioku erlernte das Fußballspielen in der Schulmannschaft der Yokkaichi Chuo Technical High School und der Universitätsmannschaft der Juntendo-Universität. Seinen ersten Vertrag unterschrieb er 2015 bei Matsumoto Yamaga FC. Der Verein spielte in der höchsten Liga des Landes, der J1 League. 2016 wurde er an den Azul Claro Numazu ausgeliehen. 2017 kehrte er zum Zweitligisten Matsumoto Yamaga FC zurück. 2018 wechselte er zum Drittligisten Kataller Toyama. Für den Verein absolvierte er 36 Ligaspiele. 2020 wechselte er zum Ligakonkurrenten Blaublitz Akita. Mit Blaublitz feierte er 2020 die Meisterschaft der dritten Liga und den Aufstieg in die zweite Liga. Nach insgesamt 23 Ligaspielen für Akita wechselte er im Januar 2022 zum Viertligisten Veertien Mie.

## Erfolge
Blaublitz Akita
- Japanischer Drittligameister: 2020  ▲